# Umbrina canosai
Umbrina canosai es una especie de pez de la familia Sciaenidae en el orden de los Perciformes.

## Morfología
• Los machos pueden llegar alcanzar los 40 cm de longitud total.

## Depredadores
Es depredado por Squatina guggenheim y, en Brasil, por Pomatomus saltatrix y Cynoscion guatucupa .

## Hábitat
Es un pez de clima subtropical (31°S-42°S, 62°W-49°W) y demersal que vive hasta los 200 m de profundidad.

## Distribución geográfica
Se encuentra en el  Atlántico suroccidental: desde el cabo  de Santo Tomé ( Río de Janeiro, Brasil) hasta bonaerenses (Argentina).

## Observaciones
Es inofensivo para los humanos.